# Gegenes
Genre
Le genre Gegenes regroupe des lépidoptères (papillons) de la famille des Hesperiidae et de la sous-famille des Hesperiinae.

## Dénomination
Ils ont été nommés Gegenes par Jakob Hübner en 1819. 
Synonyme : Philoodus Rambur, 1840; 
Ils se nomment en anglais Pygmy Skippers ou Hottentots.

## Liste des espèces et sous-espèces
- Gegenes hottentota (Latreille, 1823); en Afrique et au Moyen-Orient (sud de l'Arabie)
  - Gegenes hottentota ocra Evans
- Gegenes niso (Linnaeus, 1764); présent en Afrique et à Madagascar.
  - Gegenes niso niso
  - Gegenes niso brevicornis (Plötz, 1884)
- Gegenes nostrodamus (Fabricius, 1793) — Hespérie du riz présente en Afrique du Nord, dans le sud de l'Europe, au Moyen-Orient et dans le sud-ouest de l'Asie.
- Gegenes occulta (Trimen, 1873).
- Gegenes pumilio (Hoffmannsegg, 1804) — Hespérie du barbon présente en Afrique, dans le sud de l'Europe, au Moyen-Orient et en Inde.
  - Gegenes pumilio pumilio
  - Gegenes pumilio gambica (Mabille, 1878)
  - Gegenes pumilio monochroa (Rebel, 1907)

### Source
- (en) funet